# シェラトン・プリンセス・カイウラニ
シェラトン・プリンセス・カイウラニ（英語：Sheraton Princess Kaiulani）は、アメリカ合衆国のハワイ州、ホノルル市にある大型高級ホテルである。

## 概要

### プリンセス・カイウラニ
オアフ島の中心地であるホノルルの、ハワイ王朝最後のリリウオカラニ女王の姪、ヴィクトリア・カイウラニ王女が幼少期を過ごした領地の跡地に建設されたことから、ホテル名が命名された。なお、ホテル内には王女の肖像画が飾られているほか、多くの歴史的な展示物がある。

### 3つのタワー
1955年の開業当時に建設された「プリンセスウイング」と「カイウラニウイング」（1960年オープン）、「アイナハウタワーウイング」（1970年オープン）の3つのタワーを持ち、合計で1154部屋とハワイ州内でも3番目の規模を持つ。なお2010年には、「アイナハウタワーウイング」以外の2つのタワーを建て替える計画があることが発表された。

### 高い利便性

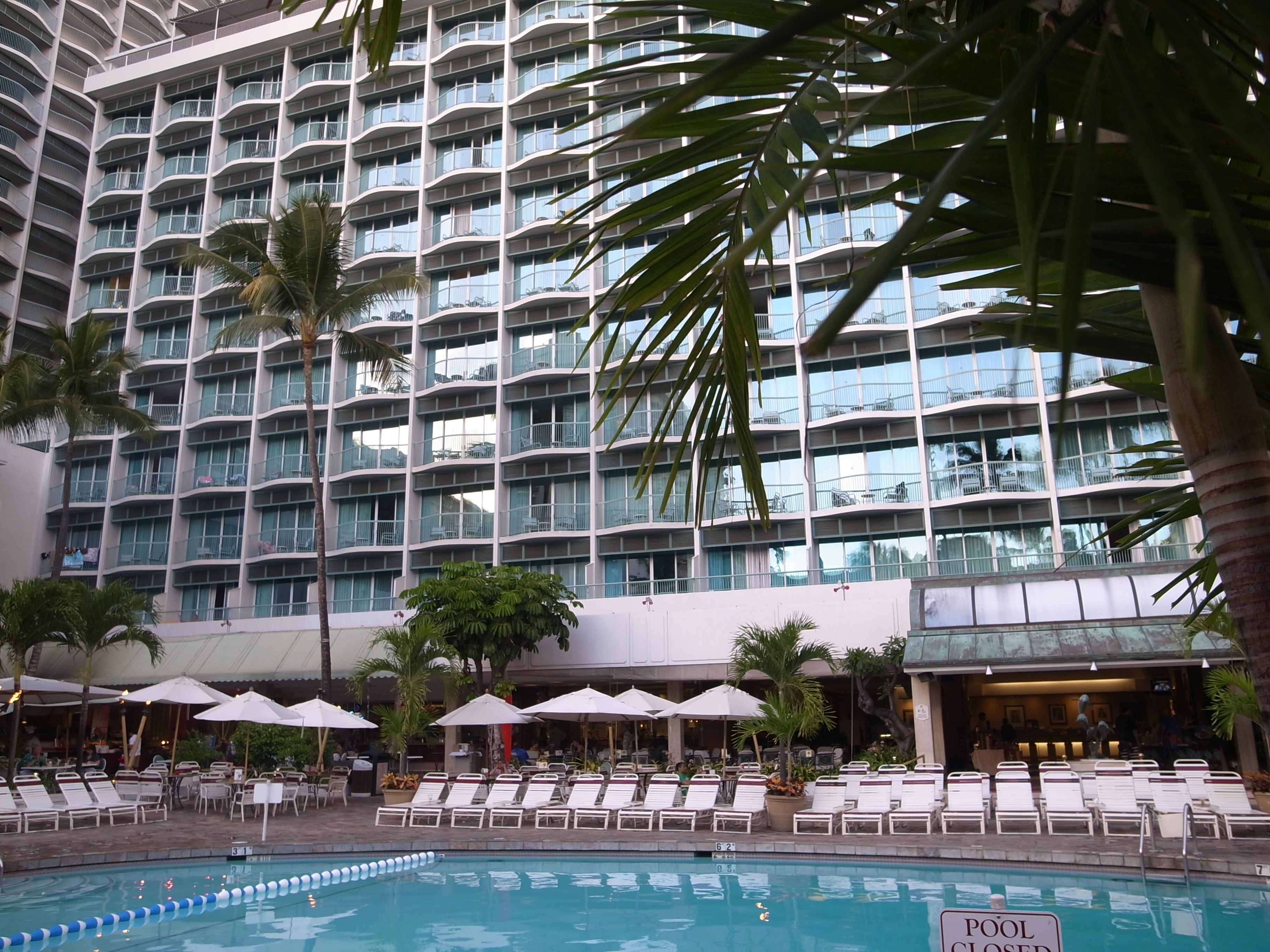
シェラトン・プリンセス・カイウラニ　プール

ワイキキビーチにはカラカウア大通りを隔ててすぐの立地にある上、ワイキキエリアにおける目抜き通りであるカラカウア大通りのほぼ真ん中に位置し、「インターナショナル・マーケットプレイス」や「キングスビレッジ」などに隣接している上、徒歩圏内に多くのレストランやバー、ブティックやDFSなどのショッピングモールが林立するため、グルメやショッピングにおける利便性も高い。
また、ビーチの目の前にあるため、オーシャンビューの客室からはワイキキビーチを目前に見下ろすことが出来る。また、部屋の向きによってはダイアモンド・ヘッドの景色を目前に見ることができる眺望の良さを誇る。なお、多くの客室にラナイ（ベランダ）が付いている。

### 日本人対応
シェラトン・プリンセス・カイウラニ は1963年（昭和38年）、小佐野賢治率いる国際興業の子会社「京やカンパニー」によって、それまでの所有者であったシェラトン・ハワイ社から買収されている。この年、国際興業グループは、同じくワイキキにあるホテルであるシェラトン・ワイキキとサーフライダーも買収している。
これらの経緯もあって開業以来日本人観光客の滞在も多く、日本人向けのサービスが充実している。日本語が出来るスタッフを常駐させているほか、ほぼ全ての掲示、注意書きなどは日本語と英語の併記となっている。さらに、午前中に到着する宿泊客の休憩用に「ホスピタリティー・ラウンジ」を用意している。

## データ
- 所在地：120 Kaiulani Avenue Honolulu, Hawai`i
- 建物：「プリンセスウイング」、「アイナハウタワーウイング」、「カイウラニウイング」
- 部屋数：1152室

## 施設

### レストラン
- 「ピカケ・テラス」：プールに面するレストラン。
- 「スプラッシュ・バー」：1階に位置するバー。

### 施設とアクティビティ
- プール
- フィットネス・ジム
- カプニ ライブラリー
- 美容室
- ネイルサロン
- みやげ物店
- ブティック
- 旅行代理店（JTB、ジャルパックなど）
- ビジネスセンター
- ATM
- 宴会場
- 会議場
- 駐車場（向かいにある「モアナ・サーフライダー・ウェスティン・リゾート&スパ」と兼用）

なお宿泊客は、同系列ホテルである「ロイヤル・ハワイアン」や「モアナ・サーフライダー・ウェスティン・リゾート&スパ」、「シェラトン・ワイキキ」の施設をルームチャージ扱いで利用することができる。

### アクティビティ
- プールサイドのハワイアン・エンターテイメント
- ホテル内の歴史探訪ツアー
- フラレッスン
- フラワーレイメーキング
- ウクレレレッスン
- パイナップルカービング
- ラウペインティング
- 魚の餌付け
- 「クリエーション・ショー『ポリネシアの旅』」（有料）
- ハワイアンキルト販売（有料）

## アクセス
ホノルル国際空港からは州間高速道路H-1号線のExit 23経由で30分程度でアクセスが可能である。なお、ホテルのシャトルバスやハイヤー（有料）も用意されている。また、公営バスである「TheBus」や「ワイキキ・トロリー」の停車場もホテルの徒歩圏内にある。